# Тадеуш Пташицький
Тадеуш Пташицький (нар. 1 лютого 1908, Санкт-Петербург, пом 5 квітня 1980, Краків) — польський архітектор і урбаніст, головний проектувальник Нової Гути, керував реконструкцією Вроцлава.

## Молодість
Тадеуш Пташицький народився в Санкт-Петербурзі в 1908 році як син Мечислава. У 1917–1919 роках відвідував польську гімназію в Одесі. Після відновлення Польщею незалежності він приїхав (1920 р.) з родиною до її обмежених кордонів. У 1926 році закінчив гімназію Тадеуша Рейтана у Варшаві. Кілька років був активним легкоатлетом варшавських спортивних клубів «Полонія» та «Корона», а під час навчання — AZS. У 1925 році він був чемпіоном Польщі з ходьби на 2000 метрів, а в 1930 році — віце-чемпіоном Польщі з ходьби на 50 кілометрів.
У 1927–1936 роках навчався на архітектурному факультеті Варшавського політехнічного університету. Як науковий співробітник кафедри архітектури Технологічного університету він проводив дослідження архітектури Курпіє, які були відзначені премією Міністра релігійних конфесій і громадської просвіти. У цей період він також розпочав свої перші великі проектні роботи, напр. оформляв стенди на Загальній Крайовій Виставці в Познані (1929) та Будинку Товариства Польського Скаутингу у Варшаві (1932, 3-я командна нагорода).

## Соціально-професійна робота
Він також був активним в Асоціації польської демократичної молоді вищих навчальних закладів Республіки Польща, як голова гуртка в Технологічному університеті. У 1930 році служив у резервному курсантському батальйоні в Березі Картуській. Присвоєно звання молодшого лейтенанта за вислугою з 1 січня 1933 року і 4175 місце, а в звання лейтенанта за вислугою років з 1 січня 1938 року і 175 місце по піхотному офіцерському запасу.
Отримавши в 1936 році диплом інженера-архітектора, разом із дружиною Анною керував власною архітектурною майстернею та співпрацював із відомою майстернею інж. Стефан Красковський. Він швидко став відомим як чудовий рисувальник і талановитий архітектор. До 1939 року він був автором або співавтором близько двадцяти більших архітектурних проектів.
Мобілізований до армії на початку Другої світової війни, він командував ротою важких кулеметів у 21-му піхотному полку «Діти Варшави» поблизу Млави, Цеханова та у Варшаві на ділянці Мокотув. З листопада 1939 р. по квітень 1945 р. перебував у німецькому полоні в Брауншвейгу, Вольденбергу, а потім у Мурнау, Німеччина. У першому з них, у січні 1940 р., він ініціював створення 4-секційного спортивного клубу WKS Orla . Крім того, у цих таборах він організував кілька навчальних груп і провів кілька курсів і численні лекції з технічного креслення, живопису та скульптури, театрального мистецтва, викладання на рівні профтехучилищ та ін.
Після визволення він на короткий час, у вересні 1945 р., виїхав до Варшави, а потім, за ініціативою свого колеги архітектора ген. Маріан Спихальський, тодішній мер Варшави, опинився у Вроцлаві. Там він приєднався до організації Дирекції відбудови Вроцлава, де з жовтня 1945 по серпень 1946 року був головним директором. Потім до жовтня 1949 року був директором Управління плану Вроцлава, яке створив у складі Дирекції регіонального просторового планування у Вроцлаві. Водночас він також творчо працював як архітектор і містобудівник. Зокрема, до середини 1946 р. він розробив Генеральний план відбудови Вроцлава. Цей план відбудови міста, який згодом зберігався в основних припущеннях протягом кількох років, дозволив розпочати планову реконструкцію міста, починаючи з 1946 року.
Влітку 1946 р. у складі РДПП організував З’їзд польських архітекторів. Це був ніби зірковий зліт усіх провідних архітекторів і містобудівників Польщі, яким було відведено роль головних планувальників відновлення міст і регіонів країни від воєнних руйнувань. Конгрес тривав 6 днів, у тому числі 3 дні у Вроцлаві та один день у Валбжиху, Цепліце та Карпачі. Більшу частину часу в усі дні з'їзду займали лекції, доповіді та дискусії про плани реконструкції та розширення великих міст і центрів країни. Головними темами були плани реконструкції Варшави, Вроцлава та Триміста.
У 1948 році він брав участь у підготовці виставки «Відновлені території», яка проходила у Вроцлаві з 21 липня по 31 жовтня 1948 року. На той час він був комісаром виставки зони «Б».
На початку 1949 р. його перевели до Кракова як делегата Управління Робітничого житлового масиву (ZOR) у зв’язку з проектуванням та організацією будівництва міста для працівників нового металургійного заводу, спочатку під кодовою назвою «Велетень», пізніше Гута ім. Володимира Леніна, а нинішня Гута ім. Тадеуш Сендзімір .
Було вирішено побудувати нове місто, супутник Кракова, Нова Гута, призначене для будівельників, а згодом для працівників металургійного заводу. Згідно з початковими налаштуваннями, він мав мати 60 тис. жителів.
Розробку проектної документації для Нової Гути було доручено створеному спеціально для цього Центральному конструкторському бюро ZOR у Варшаві. Його директор негайно організував проектну групу, що складалася переважно з молодих архітекторів, а сам став генеральним проектувальником міста. Уже в середині 1949 року міський план разом із макетом Нової Гути було подано на затвердження Президії Уряду, але цього не відбулося, оскільки тоді центральна влада вирішила збільшити місто до 100 тис. мешканців.
Пташицький був генеральним проектувальником Нової Гути до завершення першої черги будівництва, охопленого його проектом, міста на 100 000 осіб. жителів, тобто до 1960р.
Він брав участь у багатьох архітектурних та містобудівних конкурсах, напр. за план забудови міста Нові Тихи (І премія, 1951), забудову площі Грюнвальдзкі у Вроцлаві (І премія, 1951), проект Цвинтаря-пам’ятника полеглим Другої польської армії та бронетанкового корпусу. у Згожельці (1967, 1-а премія та реаліз.). На початку 1960-х років брав участь як головний проектувальник забудови в міжнародному містобудівному та архітектурному конкурсі експериментального мікрорайону в Москві, а в 1965-68 роках був організатором, співавтором і генеральним консультантом Генерального плану Багдад, столиця Іраку .

## Зняття та вихід на пенсію
2 липня 1968 року (офіційно 31 серпня) на підставі несправедливих і шкідливих звинувачень (на його стіл впав «папірець») його звільнили з «Містопроект-Краків» і перевели до Краківської будівельної асоціації, де він працював до виходу на пенсію в 1973 році.
Вийшовши на пенсію, повернувся в «Містопроект» як член технічної ради та голова журі внутрішнього конкурсу (1973). Пташицький виконував численні громадські та професійні функції. Серед іншого він був президентом відділу SARP у Кракові (1951-1961), президентом головної ради SARP (1961-65), головою головного ревізійного комітету SARP (1970-1974), радником Краєвої національної ради. у Кракові (1954-58). Також був член Комітету містобудування та архітектури (1953-60), Комітету будівництва, містобудування та архітектури (1960-63), Комітету науки і техніки (1961-64), Наукової ради «Краків 2000» ( з 1972 року). Він очолював або був членом журі міжнародних конкурсів (у тому числі на реконструкцію міста Варна, 1965) та журі національних конкурсів.

## Відзнаки та нагороди
Отримав ряд нагород, в т.ч Золотий Хрест Заслуги (1946), Медаль 10-річчя Народної Польщі (1955), Лицарський хрест (1952) та Офіцерський хрест (1956) Ордена Відродження Польщі, Ордена ім. Прапор Праці 2 ступеня (1959), медаль Комісії народної освіти (1976) за загальну діяльність у Вольденбергському оф. Лауреат Державної премії І ступеня в галузі мистецтва (1955), премії Комітету містобудування та архітектури ІІ ступеня (командна нагорода 1956), премії міста Кракова ім. (1960), Краківська премія SARP (1977). Національна рада с У 1981 році Краків назвав одну з вулиць Нової Гути на честь Тадеуша Пташицького.
Помер у 1980 році, залишивши по собі дуже відчутну роботу: Нова Гута, житловий район Кракова з населенням у 100 000 осіб, і загальний вигляд великого міста Вроцлава, відбудованого після руйнувань післявоєнних десятиліть. Похований на Раковицькому цвинтарі в Кракові.
З 1936 року був одружений з Анною, уродженою як Новацька в 1911 року у Варшаві. В юності була активною в Польській скаутській асоціації, у 1936 році закінчила Варшавський політехнічний університет, отримавши ступінь інженера-архітектора. Під час війни разом із неповнолітньою дочкою Данутою залишилася у Варшаві, брала участь у підпільній діяльності спочатку в складі Союзу збройної боротьби, потім в Армії Крайовій . Після війни разом із чоловіком працювала у Бюро планів Вроцлава та Містопроекті Кракова, а потім працювала доцентом на архітектурному факультеті Краківського технічного університету та керівником Муніципальної майстерні містобудування Президії міста. рада с Краків. Померла в 1967 році.

## Виноски
1. 1 2  Internetowy Polski Słownik Biograficzny
2. 1 2  The Fine Art Archive — 2003.
3. ↑  Absolwenci Reytana 1926. Архів оригіналу за 23 квітня 2010. Процитовано 21 листопада 2022. [Архівовано 2013-02-01 у Wayback Machine.]
4. ↑  Historia Finałów Lekkoatletycznych Mistrzostw Polski 1920–2007. Konkurencje męskie. Szczecin – Warszawa: Komisja Statystyczna PZLA. 2008. с. 227. ISBN 978-83-61233-20-6.
5. ↑  Historia Finałów Lekkoatletycznych Mistrzostw Polski 1920–2007. Konkurencje męskie. Szczecin – Warszawa: Komisja Statystyczna PZLA. 2008. с. 235. ISBN 978-83-61233-20-6.
6. ↑  Rybka та Stepan, 2003.
7. ↑  M.P. z 1947 r. nr 29, poz. 246.
8. ↑  M.P. z 1955 r. nr 37, poz. 368.
9. ↑  M.P. z 1953 r. nr 7, poz. 80.
10. ↑  Nagrody miasta Krakowa na 1960 r., № 24, 24 червня 1960, с. 5 [Архівовано 2022-02-22 у Wayback Machine.]
11. ↑  Zaduszne ścieżki: przewodnik po cmentarzu Rakowickim. Kraków: Towarzystwo Miłośników Historii i Zabytków Krakowa. с. 132. ISBN 8387345687.